# Нумерация Гёделя
Нумерация Гёделя — это функция g, сопоставляющая каждому объекту некоторого формального языка его номер. С её помощью можно явно пронумеровать следующие объекты языка: переменные, предметные константы, функциональные символы, предикатные символы и формулы, построенные из них. Построение нумерации Гёделя для объектов теории называется арифметизацией теории — оно позволяет переводить высказывания, аксиомы, теоремы, теории в объекты арифметики. При этом требуется, чтобы нумерация g была эффективно вычислимой и для любого натурального числа можно было определить, является ли оно номером или нет, и если является, то построить соответствующий ему объект языка. Нумерация Гёделя очень похожа на посимвольное кодирование строк числами, но с той разницей, что для кодирования последовательностей номеров букв используется не конкатенация номеров одинаковой длины, а основная теорема арифметики.
Данная нумерация была применена Гёделем в качестве инструмента для доказательства неполноты формальной арифметики.

## Вариант нумерации Гёделя формальной теории первого порядка
Пусть {\displaystyle \mathrm {K} } — теория первого порядка, содержащая переменные {\displaystyle x_{1},x_{2},...}, предметные константы {\displaystyle a_{1},a_{2},...}, функциональные символы {\displaystyle f_{k}^{n}} и предикатные символы {\displaystyle A_{k}^{n}}, где {\displaystyle k} — номер, а {\displaystyle n} — арность функционального или предикатного символа.
Каждому символу {\displaystyle u} произвольной теории первого порядка {\displaystyle \mathrm {K} } поставим в соответствие его гёделев номер {\displaystyle g(u)} следующим образом:
{\displaystyle g(()=3;\ g())=5;\ g(,)=7;\ g(\neg )=9;\ g(\to )=11;}
{\displaystyle g(x_{k})=5+8k,\ k=1,2,...;}
{\displaystyle g(a_{k})=7+8k,\ k=1,2,...;}
{\displaystyle g(f_{k}^{n})=9+8\cdot 2^{n}3^{k},\ k,n\geqslant 1;}
{\displaystyle g(A_{k}^{n})=11+8\cdot 2^{n}3^{k},\ k,n\geqslant 1.}
Гёделев номер произвольной последовательности {\displaystyle e_{0},...,e_{r}}
выражений определим следующим образом: {\displaystyle g(e_{0},...,e_{r})=2^{g(e_{0})}\cdot 3^{g(e_{1})}\cdot ...\cdot p_{r}^{g(e_{r})}}.
Существуют также другие нумерации Гёделя формальной арифметики.

### Пример
{\displaystyle g(A_{1}^{2}(x_{1},x_{2}))=2^{g(A_{1}^{2})}\cdot 3^{g(()}\cdot 5^{g(x_{1})}\cdot 7^{g(,)}\cdot 11^{g(x_{2})}\cdot 13^{g())}=2^{107}\cdot 3^{3}\cdot 5^{13}\cdot 7^{7}\cdot 11^{21}\cdot 13^{5}}

## Обобщения
Вообще, нумерацией множества {\displaystyle F} называют всюду определенное сюръективное отображение {\displaystyle \nu :\mathbb {N} \to F}. Если {\displaystyle \nu (n)=f}, то {\displaystyle n} называют номером объекта {\displaystyle f}. Частные случаи {\displaystyle F} - языки и теории.